# 上根二子塚古墳群
上根二子塚古墳群（かみねふたごづかこふんぐん）は、栃木県芳賀郡市貝町にある、古墳時代前期後半のものと推定される前方後方墳2基と方墳（推定）2基から成る古墳群。

## 概要
市貝町を南北に流れる大川の左岸、丘陵上の上根地区に前方後方墳2基と方墳と思われる墳丘が2基の4基から成る古墳群がある。1号墳から4号墳に分けられ、1号墳と3号墳が前方後方墳、2号墳と4号墳が方墳とされる。

### 1号墳
上根二子塚1号墳と呼ばれる墳丘は、緩い斜面上に前方部を西に向けて築かれた前方後方墳。4世紀末ごろの築造と推定される。全長29m。後方部の長さ15m、幅16m、高さ2m。前方部は長さ14m、端部幅8m、高さ1m。

### 3号墳
上根二子塚3号墳と呼ばれる墳丘は、尾根上の地形を生かして築かれた前方後方墳で、ほぼ南を向いている。こちらも4世紀後半ごろに1号墳に次いで築造されたものと推定される。全長42.7m。後方部の長さ26m、幅24m、高さ3.8m。前方部は長さ16.7m、端部幅19.4m、高さ1.6m。

### 2号墳・4号墳
2号墳と4号墳は詳しい測量が行なわれておらず、どのような形状なのかは不明である。おそらくは方墳ではないかとされているが、円墳の可能性もある。

## 発掘・調査
全ての墳丘に対して詳しい調査は行なわれておらず、埋葬施設がどのようになっているかは不明。周溝から土器などが発見されている。

## 主な出土品
- 甕形土器
  - 器内に多量のベンガラ（赤色顔料）が含まれていた。

## 所在地
〒321-3424
栃木県芳賀郡市貝町上根
〒321-3423
栃木県芳賀郡市貝町市塙4472 「ヒルタウンあすみ野」西方丘陵上

## 交通・アクセス
- 真岡鐵道真岡線市塙駅から徒歩約45分。タクシーで約10分。
- JRバス関東「市貝温泉入口」バス停より徒歩約30分。